# Pulczynów
Pulczynów – wieś w Polsce położona w województwie lubelskim, w powiecie biłgorajskim, w gminie Frampol.
W latach 1975–1998 miejscowość administracyjnie należała do województwa zamojskiego. 
Wieś jest sołectwem w gminie Frampol. Według Narodowego Spisu Powszechnego z roku 2011 wieś liczyła 173 mieszkańców i była trzynastą co do wielkości miejscowością gminy.
Wierni Kościoła rzymskokatolickiego należą do parafii  św. Jana Nepomucena i Matki Bożej Szkaplerznej we Frampolu.

## Historia
Pulczynów alias Pulcinów, także Polcinów  w wieku XIX wieś w dobrach Kąty.
Dobra Kąty od 200 lat były własnością familii Puchałów; w skład ich wchodzą: folwark Pulcinów, folwark Karolówka. Na pulcinowskich gruntach posadzona była wapniarka, cegielnia z dobrą gliną, zbliżoną do ogniotrwałej, i garncarską na kafle. Za Jana Kazimierza była tu huta żelazna, od 1880 fabryka mebli giętych. Grunt w części pszenny, około 200 mórg, reszta popielatka-borowinka na Pulcinowie. Dobra Kąty sprzedał 1870 r. Puchała izraelitom, ci zaś w r. 1872 Marcinowi Kratochwilowi z Galicyi.